# 佐伊·鲁宾逊
佐伊·鲁宾逊（英語：Zoe Robinson，1989年11月30日—），英国女子硬地滚球运动员。她曾代表英国参加2008年和2012年夏季残疾人奥林匹克运动会硬地滚球比赛，获得一枚金牌和一枚铜牌。